# Club Ferro Carril Oeste (omnisports)
Le Ferro Carril Oeste est un club omnisports argentin considéré comme un modèle dans les années 1980. Il a été distingué par l'Unesco en 1988 pour son appui au sport et à la jeunesse.
Le club Ferro Carril Oeste est aussi une institution sportive argentine qui se distingue par son équipe du football. Il a également remporté à 2 reprises le Championnat d'Argentine.
Le stade et son siège social se trouvent dans le quartier de Caballito, au cœur de Buenos Aires.

## Sections
- basket-ball : voir article : Ferro Carril Oeste (basket-ball)
- football : voir article : Club Ferro Carril Oeste
- volley-ball : voir article : Ferrocarril Oeste (volley-ball)